# ارارواما (بازیکن فوتبال)
ارارواما (انگلیسی: Araruama؛ زادهٔ ۱۵ آوریل ۱۹۸۹) بازیکن فوتبال اهل برزیل است.
از باشگاه‌هایی که در آن بازی کرده‌است می‌توان به باشگاه فوتبال بوتافوگو اشاره کرد.